# Pierre-Jacques Cazes
Pierre-Jacques Cazes, född 1676 och död 25 juni 1754 i Paris, var en fransk målare.
Cazes arbetade för hovet, och blev direktör för franska konstakademin 1744. Han har utfört ett antal målningar för flera av Paris kyrkor.
I Kristinakyrkan i Jönköping finns en altartavla från 1738 av Pierre-Jacques Cazes, som föreställer konungarnas tillbedjan av Jesusbarnet.